# 최점환
최점환(崔漸煥, Jum Hwan Choi, 1963년 6월 9일 ~ )은 대한민국의 전 권투 선수이다. 국제복싱연맹(IBF), 세계복싱평의회(WBC) 미니멈급 챔피언. 프로 통산전적 23전 20승(8KO)3패.

## 생애
인천에서 태어나 부산에서 성장. 중학교 2학년 때 복싱 시작. 1983년 3월 13일 프로 데뷔. 1986년 12월 7일 IBF 라이트플라이급 챔피언. 1988년 마닐라 4차 방어전에서 패배. 1989년 11월 12일 WBC 미니멈급 챔피언. 1990년 2월 1차 방어전 패배. 1990년 12월 7일 경기를 마지막으로 은퇴.